# Manuel Bento de Sousa
Manuel Bento de Sousa (Ponte da Barca, 5 de Dezembro de 1835 — Lisboa, 29 de Abril de 1899), foi um médico português.
Ficou órfão aos dois anos, tendo sido recolhido pelos Condes de Murça, que lhe proporcionaram uma educação esmerada.
Foi presidente da Sociedade das Ciências Médicas de Lisboa em 1875-1876.
Na literatura, escreveu "A Parvónia" e o seu nome consta na lista de colaboradores do periódico Lisboa creche: jornal miniatura  (1884).